# Айн-Тайа
Айн-Тайа (араб. عين طاية) —  місто на півночі Алжиру, розташоване в окрузі Дар-ель-Беіда, столичного вілаєту Алжир. Населення міста  становить 34 501 осіб.

## Географія

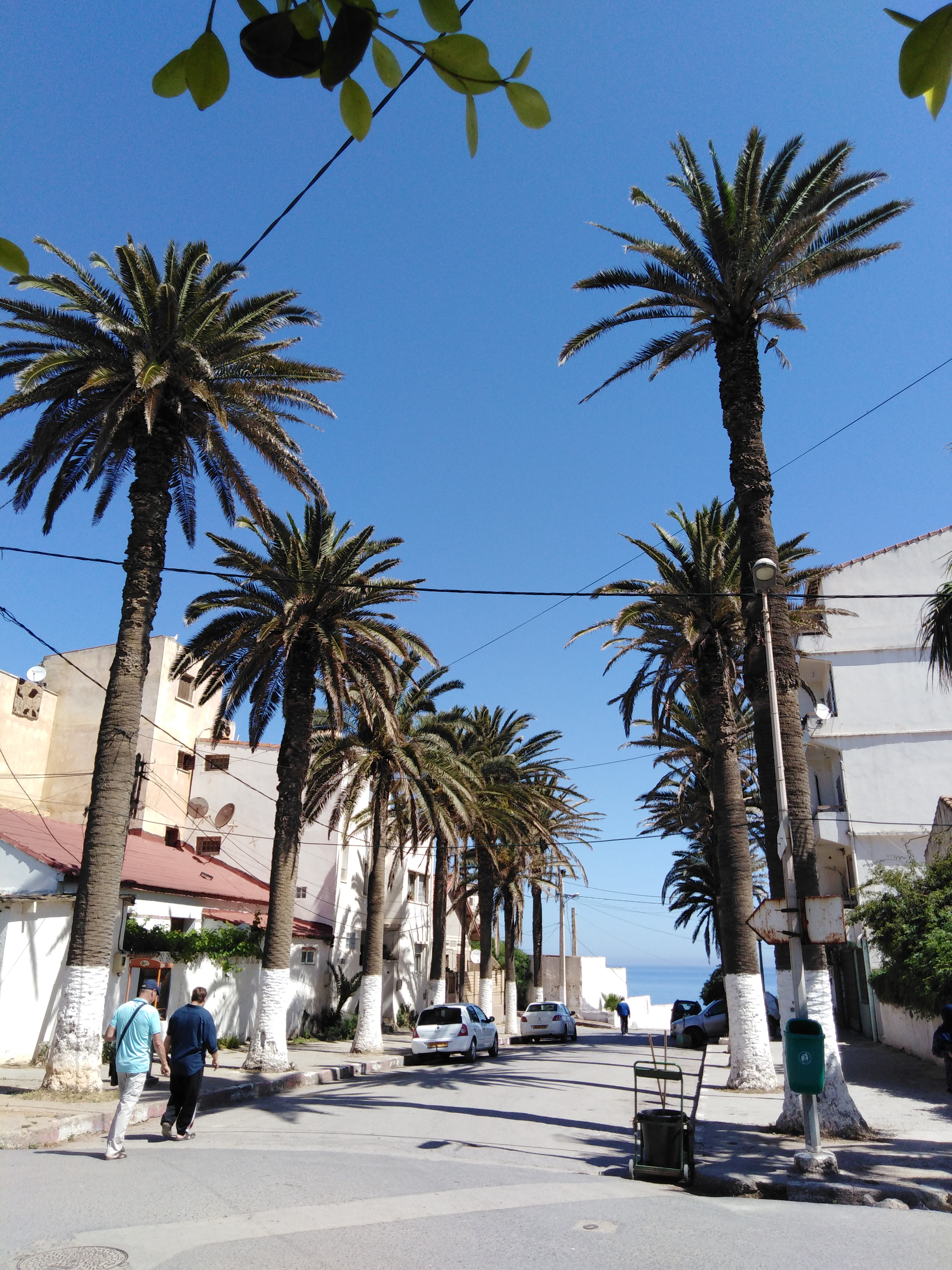
Вулиця 1-го Листопада, вихід до моря

### Топонім
Ім'я Айн-Тайа складається з «Айн», що означає «джерело», і «Тайа», слова берберського походження.

### Розташування
Айн-Тайа знаходиться в 27 км на схід від Алжиру.

### Рельєф та гідрологія
Айн-Тайа розташована поблизу від крутої скелі, біля підніжжя якої простягається піщаний пляж. Берег Середземного моря, в районі міста, має багато островків, а також скелю Агеллі (також відому як Бунетта) та скелю Бордо. Місто було засноване на місці розташування болота, яке живиться різними джерелами. 

## Історія
Французькі поселенці обрали місцину Мітіджі, «Хауч-Рассаута», де розташована територія сучасного міста Айн-Тайа, щоб побудувати свої дачні будинки.
У 1847 році барон Віалар запросив жителів Балеарських островів оселитися в регіоні і Наполеонівським указом, від 30 вересня 1853 року, були створені Айн Тайа і Кап Матіфу (Бордж ель-Бахрі).
22 серпня 1861 року Айн-Тайа стає частиною комуни Руїба, яка складалася з п'яти агломерацій: Айн-Тайа, Кап-Матіфу, Ель-Марса, Герауа та Алжирський пляж.
Близько 1920 року Кап-Матіфу був відокремлений від Айн-Тайі і реорганізований як окрема комуна.
Після здобуття незалежності та територіальної реорганізації комун, указом Капі-Матіфу було приєднано до Айн-Таї указом від 16 травня 1963 року.
7 лютого 1984 року Айн-Тайю було інтегровано у новостворений вілаєт Бумердес. Бордж-Ель-Бахрі, Ель-Марса, Герауа та Алжер-Пледж були відокремлені від Айн-Таї.
4 червня 1997 року, зі створенням губернаторства Великий Алжир, громада відокремлюється від вілаєту Бумердес, щоб знову приєднатися до Алжиру.

## Інфраструктура

### Дороги
Через місто Айн-Тайа проходять декілька національних доріг, серед них національна дорога 24: RN24 (автострада на Беджайу).

## Культура

### Парки
- Парк Айн Бейлек

### Туризм
Берегова лінія Айн-Тайа довжиною 8 км складається з численних пляжів, таких як:
- Дека пляж на схід
- Зерзурія на захід
- Сюркуф, Тамаріс, Суфрен, Дехра

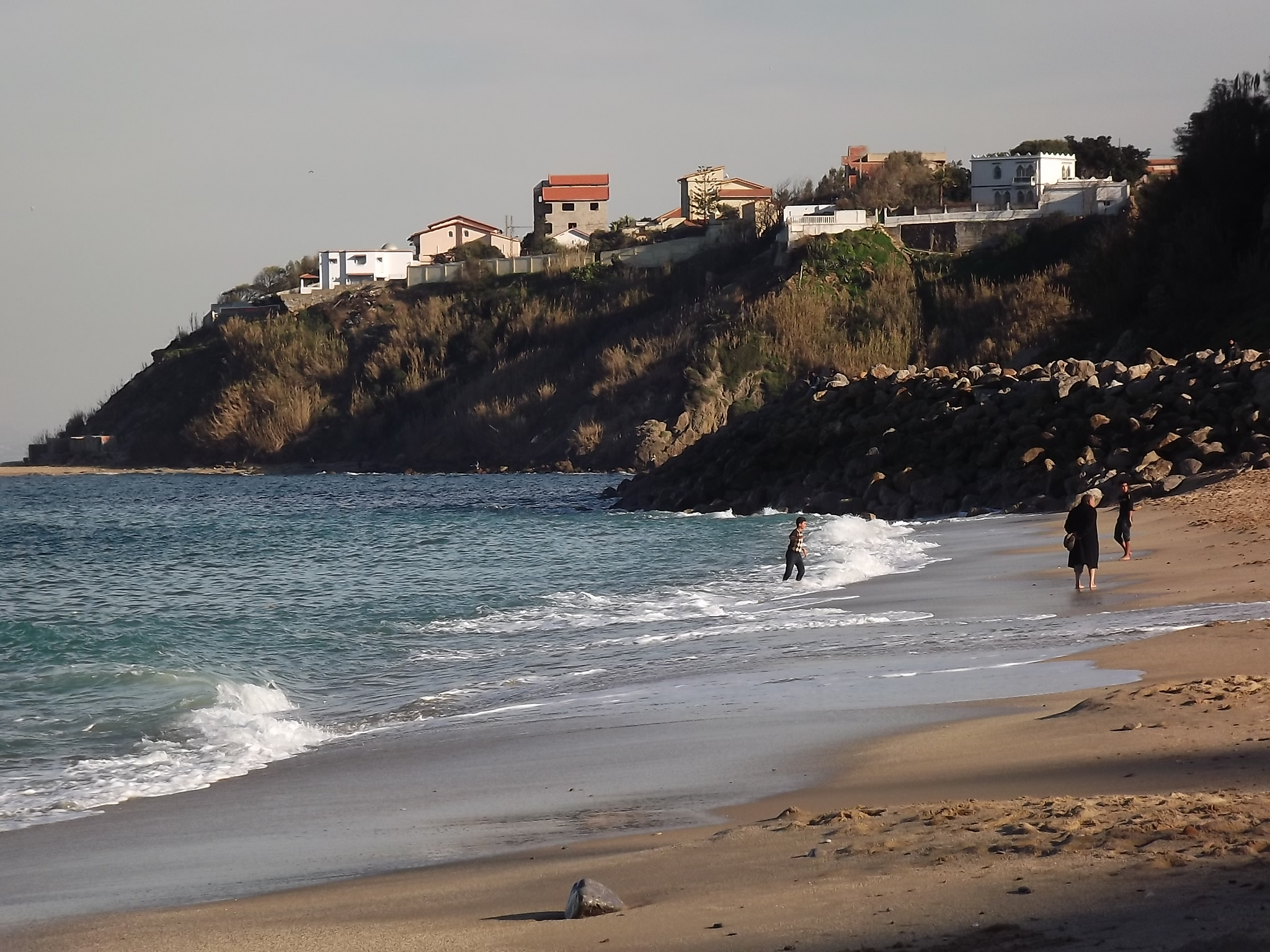
Пляж Айн-Тайа
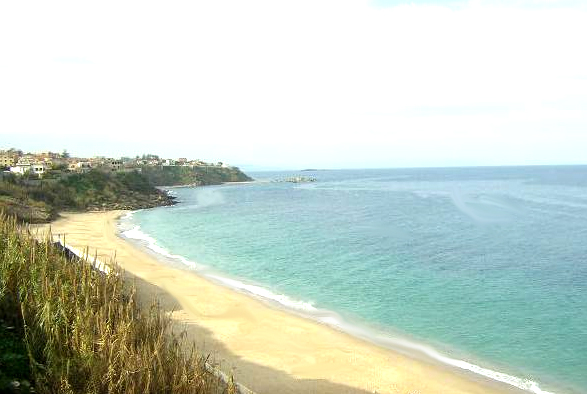
Пляж Сюркуф
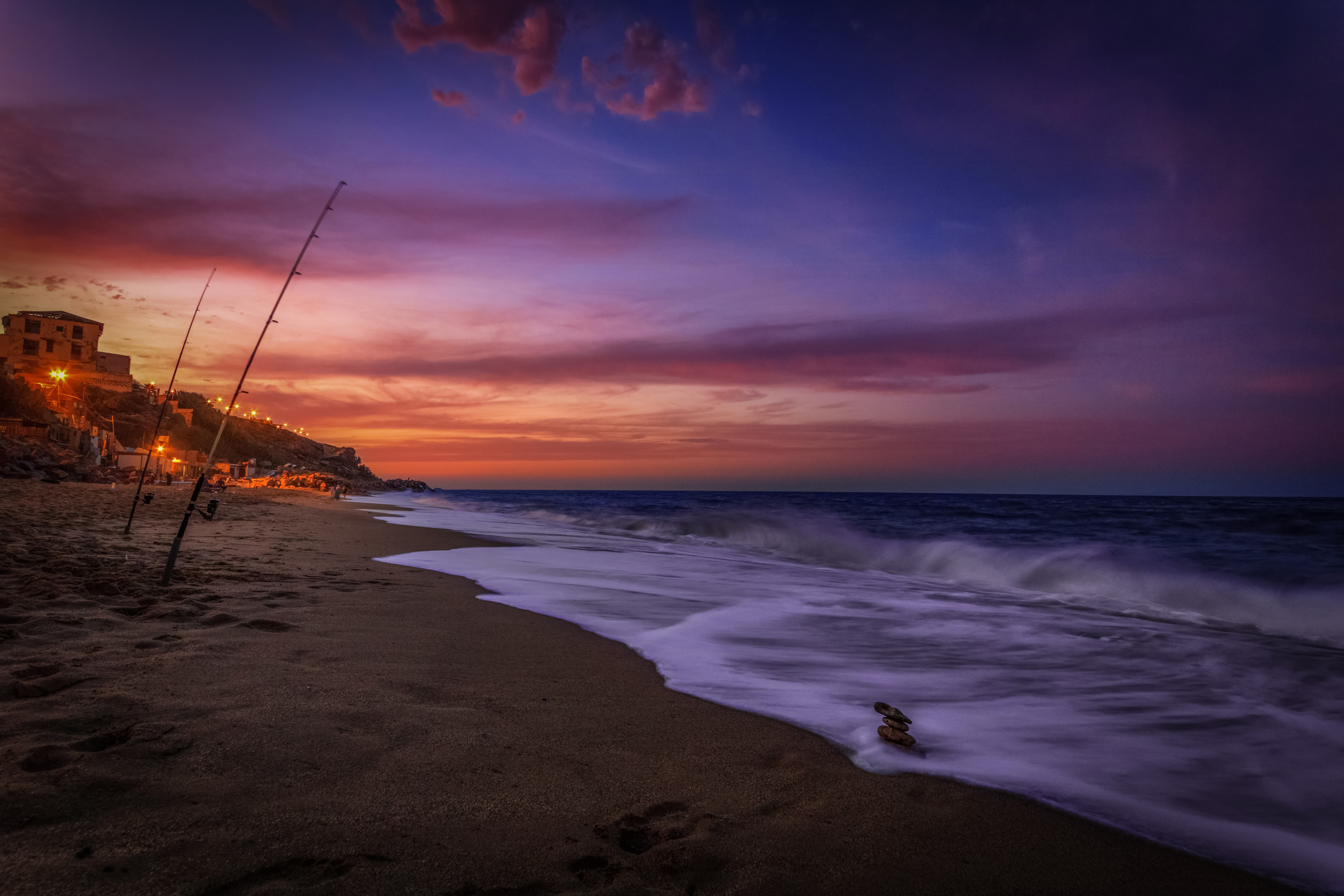
Пляж Айн-Тайа (2017).

### Релігія
У місті знаходяться декілька мечетей, серед них мечеть Айн-Тайі (вул. Ель-Мокрані) та мечеть Сюркуф.

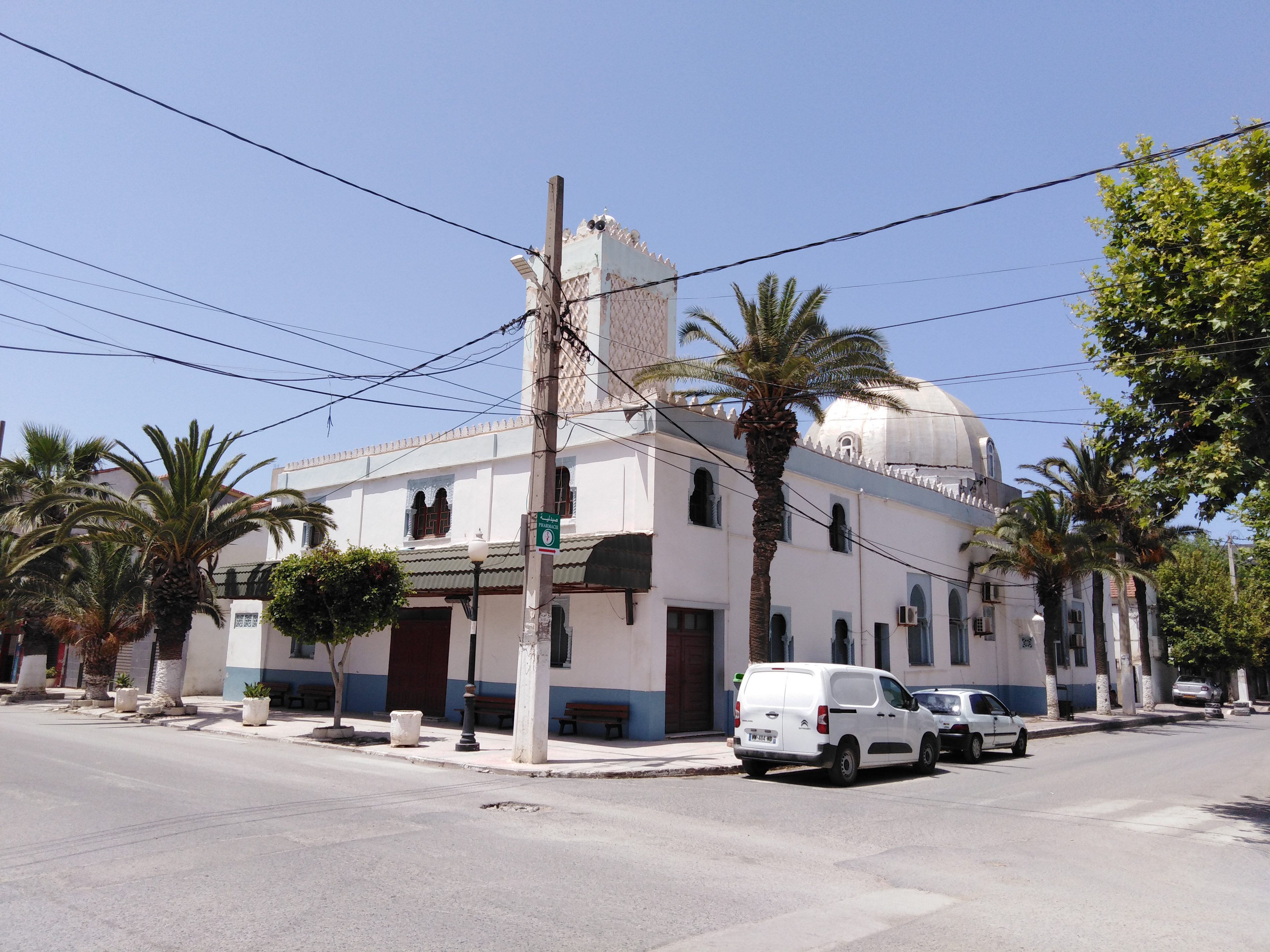
Мечеть Айн-Тайі